# CHIPS
CHIPS (Система межбанковских электронных клиринговых расчетов, англ. Clearing House Interbank Payments System) — это частная американская телекоммуникационная клиринговая палата, предназначенная для крупных переводов. К 2010 с помощью этой системы осуществлялись около 250 000 переводов на сумму свыше 1 триллиона американских долларов в сутки. На сегодняшний день CHIPS, вместе с относящейся к Fedwire системой обслуживания фондов, образует основную американскую сеть для крупных внутренних и международных платежей. Для последних доля CHIPS на рынке составляет до 96 %. В 2015 объём переводов достигает $1,5 триллионов в сутки. Переводы по системе осуществляются в соответствии со статьёй 4A Единообразного торгового кодекса США.
В отличие от Fedwire, которая является частью официального регулятивного органа, CHIPS принадлежит финансовому учреждению. Для переводов, которые не так чувствительны ко времени проводки, банки предпочитают использовать CHIPS вместо Fedwire, так как услуги CHIPS дешевле (как с точки зрения расценок, так и с точки зрения требующихся фондов). Одна из причин состоит в том, что Fedwire — это система для осуществления брутто-расчётов, а CHIPS позволяет осуществлять нетто-расчёты.

## Отличия от Fedwire
CHIPS отличается от Fedwire тремя ключевыми особенностями. Во-первых, это частная платёжная система, тогда как Fed — это часть официального регулятивного органа. Во-вторых, она имеет только 47 участников (наряду с некоторыми банками, подвергшимися слиянию, но являющимися отдельными участниками) по сравнению с 9289 банковскими учреждениями, имевшими право на отправку и получение средств посредством Fedwire по состоянию на март 2009. В-третьих, это неттинговая система, не работающая в режиме реального времени.